# یواس‌اس اس‌سی-۱۳۱۶
یواس‌اس اس‌سی-۱۳۱۶ (به انگلیسی: USS SC-1316) یک زیردریایی بود که طول آن ۱۱۰ فوت ۱۰ اینچ (۳۳٫۷۸ متر) بود. این زیردریایی در سال ۱۹۴۳ ساخته شد.